# Fédération Aéronautique Internationale
Die Fédération Aéronautique Internationale (kurz FAI; deutsch Internationale Aeronautische Vereinigung) ist der internationale Luftsportverband. Sie wurde am 14. Oktober 1905 in Paris gegründet, seit 1999 ist ihr Sitz in Lausanne. Dort ist der Verband im Maison du Sport International domiziliert.

## Gründung
Im Jahre 1900 war Ballonfahren Demonstrationssportart bei den Olympischen Sommerspielen in Paris. Ballonfahrten dienten damit nicht nur mehr der Forschung als wissenschaftlichen Ballonfahrt, sondern es entstanden Ballonwettbewerbe. Daraufhin trugen die Vertreter der Luftsportverbände aus Deutschland, Belgien und Frankreich vor dem Olympischen Kongress 1905 in Brüssel vor. Der Kongress forderte daraufhin die nationalen Luftsportverbände auf, internationale Regeln für den Luftsport auszuarbeiten und einen internationalen Verband zu bilden. Am 14. Oktober 1905 erfolgte deshalb die Gründung des Verbandes in Paris. Gründungsmitglieder waren die Verbände aus Belgien, Frankreich, Deutschland, Vereinigte Königreich, Italien, Spanien, Schweiz and USA. Deutschland wurde durch den Deutschen Luftschiffer-Verband vertreten, die Schweiz durch den Aero-Club der Schweiz.

## Tätigkeiten der FAI
Die FAI ist eine internationale nichtstaatliche Organisation, die keinen kommerziellen Zwecken dient. Die Vereinigung organisiert und koordiniert weltweit Aktivitäten in den Bereichen Luftfahrt und Raumfahrt. Nach permanentem Wachstum ist die FAI nun eine Organisation, in der Luftsportverbände aus etwa 100 Nationen der Erde vertreten sind, u. a. der Deutsche Aero Club, der Österreichische Aeroclub und der Aero-Club der Schweiz.
Die FAI kontrolliert und zertifiziert Rekordmarken in Luft- und Raumfahrt und stellt für internationale, von den nationalen Mitgliedsverbänden durchgeführte Veranstaltungen die Regularien auf. So legte sie beispielsweise fest, dass ein Fluggerät dann den Weltraum erreicht, wenn es eine Höhe von 100 Kilometer erreicht hat (Kármán-Linie).
Auch fördert sie neue Eigenschaften, Leistungsstandards und Sicherheitsstandards. Die FAI hat im Januar 2016 die „Charta von Braunschweig“, in der international gültig die Richtlinien um die Pflege und den Erhalt von fliegenden historischen Flugzeugen niedergeschrieben sind, ratifiziert. Die FAI verleiht Medaillen, Diplome und andere Preise, auch in sportlichen Wettkämpfen (u. a. die Lilienthal-Medaille, die Goldene Luftmedaille, die FAI World Gas Balloon Championship und die FAI World Paragliding XC Championship).

## Organe
- FAI-Vollversammlung (General Conference)
- Geschäftsführender Vorstand (Executive Board)
- FAI-Kommissionen
- Präsident und Geschäftsführer (Officers)
- Sekretariat

## FAI-Kommissionen
Die Kommissionen der FAI gliedern sich in die Luftsport-Kommissionen (Air Sports Commissions) und die technischen Kommissionen (Technical Commissions). Innerhalb der Luftsport-Kommissionen gibt es Unterkommissionen (Subcommittees) für verschiedene Luftsportklassen. Eine Luftsportart umfasst im Normalfall mehrere Klassen, die sich im Reglement und der Fluggerätetechnik unterscheiden.
Die Aufgabe einer Kommission besteht darin, den jeweiligen Abschnitt des Sportreglements (Sporting Code) zu verabschieden und die Organisation des internationalen Luftsports sicherzustellen. Die Durchführung von Welt- und Kontinentalmeisterschaften, Weltcups sowie die Festlegung von Weltrekord- und Leistungsanforderungen gehört zum Aufgabenbereich. Die älteren Namensabkürzungen der Kommissionen sind aus dem Französischen abgeleitet. Bis 1987 war Französisch die Erstsprache, wurde dann durch Englisch abgelöst.

### Luftsport-Kommissionen
- FAI Air Sport General Commission – CASI

CASI (vom frz. Commission Aéronautique Sportive Internationale) ist für die allgemeinen Belange zuständig, die alle Luftsportarten betreffen. Der Kommission gehören neben den Delegierten die Vorsitzenden der anderen Kommissionen an. Die CASI ist für den „Sporting Code General Section“ und andere Abschnitte (Sections) zuständig, sofern keine Kommission existiert. Die Verabschiedung des Reglements erfolgt jährlich durch die FAI Vollversammlung.
- FAI Ballooning Commission – CIA

CIA (vom frz. Commission Internationale d’Aérostation) ist für manntragenden Ballonsport mit Gas- und Heißluftballonen zuständig, die Luftsportgeräte müssen dem physikalischen Prinzip „leichter als Luft“ gehorchen. Die Kommission ist für „Sporting Code Section 1“ zuständig.
- FAI General Aviation Commission – GAC (CIAG)

GAC (vom engl. General Aviation Commission), vormals CIAG (vom frz. Commission Internationale d’Aviation Generale). Die Kommission ist für „Sporting Code Section 2“ zuständig.
- FAI Gliding Commission – IGC

- FAI Aeromodelling Commission – CIAM

CIAM (vom frz. Commission Internationale d’Aeromodelisme) ist die größte Kommission innerhalb der FAI, weil es die meisten im manntragenden Bereich ausgeübte Luftsportart auch im Modellflugbereich gibt. Es gibt 10 Subcommittees innerhalb der CIAM (Stand: 1. Januar 2006). Die Kommission ist für „Sporting Code Section 4“ zuständig.
- FAI Parachuting Commission – IPC

IPC (vom engl. International Parachuting Commission) ist für „Sporting Code Section 5“ zuständig.
- FAI Aerobatic Commission – CIVA

CIVA (vom frz. Commission Internationale de Voltige Aerienne) ist die Kommission der FAI, die für die Organisation, Regeln und Durchführung von internationalen FAI Kunstflug Wettbewerben im manntragenden Bereich verantwortlich ist. Die CIVA wurde 1960 anlässlich der ersten „World Aerobatic Championship“ in Bratislava gegründet. Die Kommission ist für „Sporting Code Section 6“ zuständig.
- FAI Hang Gliding and Paragliding Commission – CIVL

- FAI Astronautic Records Commission – ICARE

ICARE (vom engl. International Commission for Astronautics Records) ist für „Sporting Code Section 8“ zuständig.
- FAI Rotorcraft Commission – CIG

CIG (vom frz. Commission Internationale de Gyraviation) ist für „Sporting Code Section 9“ zuständig.
- FAI Microlight Commission – CIMA

CIMA (vom frz. Commission Internationale de Micro-Aviation) ist für „Sporting Code Section 10“ zuständig.

### Technische Kommissionen
- FAI Education Commission – EDUC

- EDUC (frz. Commission Internationale d’Education Aéronautique et Spatiale).

- FAI Amateur-Built Aircraft Commission – CIACA

- CIACA (frz. Commission Internationale des Amateurs Constructeurs d’Aéronefs) ist die internationale Kommission der privat konstruierten Flugzeuge. Ihr Status wurde im Herbst 2011 zu einer „Sport Commission“ geändert. Die CIACA ist die Verbindung von fast einhundert nationalen Organisationen, deren Mitglieder sich dem Bau von Flugzeugen verschrieben haben (Annex II-Flugzeuge).

- FAI Medico-Physiological Commission – CIMP

- CIMP (frz. Commission Internationale Médico-Physiologique).

- FAI Environmental Commission – EnvC

- EnvC (engl. Environmental Commission).

### Luftfahrzeugklassen der FAI
Für Wettbewerbe und Rekorde teilt die FAI Luftfahrzeuge in folgende Klassen ein:
- Klasse A: Freiballone
  - Unterklasse AA: Gasballone
  - Unterklasse AM: Rozière
  - Unterklasse AX: Heißluftballone
- Klasse B: Luftschiffe
- Klasse C: Flugzeuge
  - Unterklasse CS: Solarflugzeuge[4]
  - Unterklasse CE: Elektroflugzeuge
- Klasse D: Segelflugzeuge und Motorsegler
- Klasse E: Drehflügler
- Klasse F: Modellflugzeuge
- Klasse G: Fallschirme
- Klasse H: Senkrechtstarter mit Strahltriebwerk
- Klasse I: Muskelkraftflugzeuge
- Klasse K: Raumschiffe
- Klasse M: Kipprotor- und Kippflügelflugzeuge
- Klasse N: STOL-Flugzeuge
- Klasse O: Hängegleiter und Gleitschirme
- Klasse P: Raumgleiter
- Klasse R: Ultraleichtflugzeug (Microlight), Motorschirme und motorisierte Hängegleiter
- Klasse S: Modell-Raumfahrzeuge (Modellraketen)
- Klasse U: Unbemannte Luftfahrzeuge